# Paul Ruden
Paul Leo Ruden (* 12. April 1903 in Skomatzko, Landkreis Lyck, Ostpreußen; † 5. Februar 1970) war ein deutscher Ingenieur, Luftfahrt-Experte und Hochschullehrer.

## Leben
Ruden machte 1924 Abitur in Königsberg und studierte ab dem Sommersemester 1924 in Berlin Mathematik und Physik. Dort wurde er Mitglied der Berliner Burschenschaft Teutonia. Nach seiner wissenschaftlichen Prüfung für das Lehramt an höheren Schulen 1930 wurde er noch im selben Jahr Assistent am Kaiser-Wilhelm-Institut für Strömungsforschung in Göttingen. Im Jahr 1934 wurde er Assistent am Institut für Aeromechanik und Flugtechnik der Technischen Hochschule Hannover.
1937 wurde Ruden in Hannover zum Dr.-Ing. promoviert. Seine Dissertation trug den Titel Untersuchungen über Axialgebläse. Er habilitierte sich 1939 – ebenfalls in Hannover – zum Dr.-Ing. habil. mit seiner Arbeit zum Thema Theorie des Tragflügelprofils in der Nachbarschaft sprunghafter Gesamtdruckänderungen.
Ein Jahr später (1940) wurde Ruden Dozent für Flugmechanik an der TH Hannover. Ende 1941 wechselte er als Leiter des Instituts für Aerodynamik und Flugmechanik zur Deutschen Forschungsanstalt für Segelflug in Ainring (Oberbayern). Am 1. September 1943 wurde Ruden außerordentlicher Professor im Reichsdienst bei den Forschungsinstituten der deutschen Luftfahrt.
Nach dem Zweiten Weltkrieg lebte Ruden zunächst in Stuttgart, ging aber 1946/47 als Ingénieur Conseil zum Arsenal de l’Aéronautique in Paris-Chatillon. 1954 wurde er Mitarbeiter (Direktor der Forschungsabteilung) von Prof. Willy Messerschmitt in München. Um 1958/59 wechselte Ruden als Direktor der Forschungsabteilung zur Heinkel GmbH in München und war später für zwei Jahre Leiter des Zukunftsprogrammes der europäischen Firma Eldo in Paris. Danach war er zunächst Mitarbeiter in der Deutschen Kommission für Weltraumforschung und später Berater für Gesamtplanung in einer bundeseigenen Luft- und Raumfahrtgesellschaft in München. Nach einer schweren Erkrankung trat er im Frühjahr 1969 in den Ruhestand.